# 瑋緻活

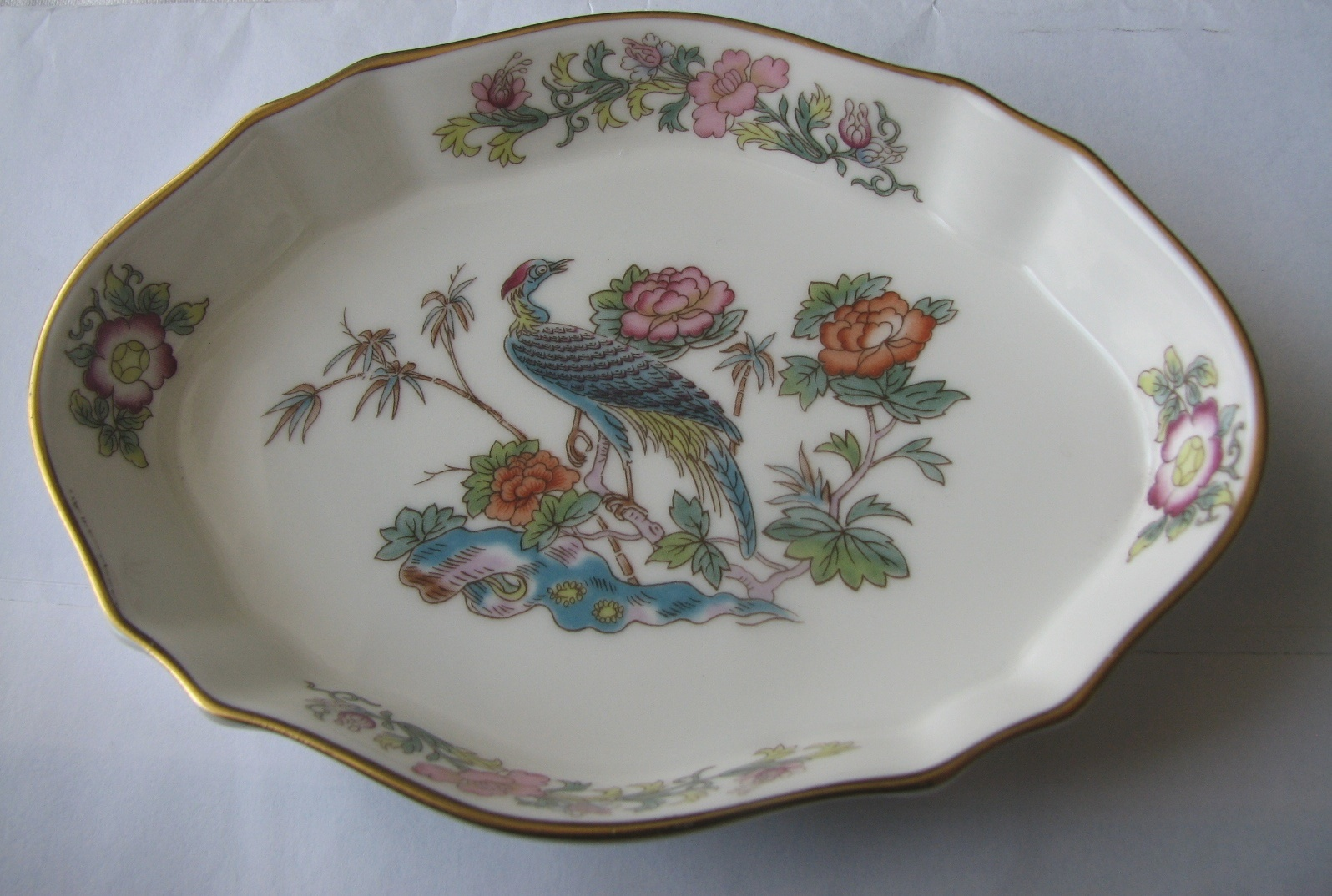
帶有中國風格圖案及造型的瑋致活產品。

瑋緻活（英語：Wedgwood，一般音譯：威治伍德）是一家英國陶瓷公司，由約書亞·威治伍德創立於1753年，是英國工業革命時代設立的工廠之一，並且在1987年與瓦德福水晶（Waterford Crystal）合併成為瓦德福瑋緻活（Waterford Wedgwood），合併以前的管理者大多是達爾文-威治伍德家族成員。

## 外部連結
- Official website （页面存档备份，存于）
- Wedgwood museum （页面存档备份，存于）
- Wedgwood Society of Boston （页面存档备份，存于）
- Wedgwood Waterford
- Your Icons  Highlights from the Wedgwood Museum collection
- Wedgwood 台灣 （页面存档备份，存于）